# Petrské údolí
Petrské údolí je přírodní památka ev. č. 555, která se nachází severně od města Stříbro v okrese Tachov. Správa AOPK Plzeň.
Důvodem ochrany je teplomilný lesní porost s typickou květenou na stráních krátkého kaňonu, který na svém dolním toku ve fylitovém (břidlicovém) podloží vytvořil Petrský potok.
Na prudké, téměř k jihu obrácené stráni roste teplomilnější doubrava reprezentovaná druhy jako jsou chráněná bělozářka liliovitá (Anthericum liliago), tolita lékařská (Vincetoxicum hirundinaria) či zběhovec lesní (Ajuga genevensis). Na živnějších půdách v dolní části svahu rostou mezofilnější doubravy přibližující se svým bylinným podrostem spíše dubohabřinám – z hájových na jaře kvetoucích bylin tu jsou zastoupeny jaterník trojlaločný (Hepatica nobilis), hrachor jarní (Lathyrus vernus), ptačinec velkokvětý (Stellaria holostea) a svízel lesní (Galium sylvaticum). Podél potoka roste olšina s prvosenkou vyšší (Primula elatior) a jarmankou větší (Astrantia major) - na Tachovsku jinak poměrně vzácná). Na výchozech skal a horní suché hraně kaňonu se porosty podobají reliktním borům, z bylin je tu zastoupený zimostrázek alpský (Polygala chamaebuxus).